# Col de l'Alpe (massif des Écrins)
Pour les articles homonymes, voir Col de l'Alpe.
Le col de l'Alpe est un col de montagne de France situé en Isère, dans le massif des Écrins. Il tient son nom de la présence d'un alpage ou alpe dont les deux hameaux d'altitude ont donné naissance à la station de sports d'hiver des Deux Alpes.

## Géographie
Le col de l'Alpe est situé dans le sud-est de la France, dans le massif des Écrins, au cœur de l'Oisans. Il forme un ensellement relativement évasé à 1 652 mètres d'altitude,, orienté nord-sud et long d'environ deux kilomètres,. Ce vallon suspendu au-dessus des vallées de la Romanche au nord et du Vénéon au sud est dominé par les montagnes du Fioc (2 106 mètres) et de Pied Moutet (2 339 mètres) à l'ouest et la montagne de Rachas (2 748 mètres) et la Grande Aiguille (2 181 mètres) à l'est. Ce relief s'est formé à la suite de la prise en tenaille de terrains sédimentaires faiblement plissés entre deux blocs de socle cristallin. Ces schistes du Jurassique inférieur constituent les montagnes encadrant le col et les terrains du col en lui-même, le socle cristallin étant notamment représenté par Pied Moutet,. La nature relativement friables de ces roches constituant le col sont à l'origine de l'érosion marquée des extrémités de l'ensellement, notamment au sud au-dessus de Venosc. La forme évasée du col est façonnée lors des différentes glaciations, les glaciers de la Romanche et du Vénéon venant déborder sur le col de l'Alpe depuis leurs vallées respectives lors des maximums glaciaires, le recouvrant alors sous plusieurs centaines de mètres de glaces,.
D'un point de vue administratif, le col forme le cœur de la nouvelle commune iséroise des Deux Alpes créée le 1er janvier 2017 par fusion des communes de Mont-de-Lans et de Venosc dont l'ancienne limite communale passait juste au sud du col. Son seul accès routier par la route départementale 213 se fait depuis la route départementale 1091 au barrage du Chambon via le village de Mont-de-Lans sur son ubac. Cette route franchit le col mais s'interrompt au sommet de son adret, celui-ci étant trop raide et les terrains trop instables pour l'aménagement d'un axe routier ; seul un sentier de randonnée et une télécabine permettent un accès jusqu'au col depuis Venosc au sud.

## Histoire
Ancien alpage utilisé en commun par les agriculteurs des villages de Mont-de-Lans et de Venosc qui y emmenaient leurs troupeaux en estive, les anciens hameaux de l'Alpe de Mont-de-Lans et de l'Alpe de Venosc sont le point de départ de la création de la station de sports d'hiver des Deux Alpes à partir du milieu du XXe siècle. Le col constitue ainsi le lieu d'installation des premiers équipements touristiques et des remontées mécaniques. Par la suite, le domaine de la station s'est notamment étendu vers l'est jusqu'à atteindre le col du Jandri puis les glaciers de Mont-de-Lans et de la Girose au pied du pic de la Grave.

## Activités
L'ascension du col de l'Alpe constitue l'une des arrivées les plus prisées lors de épreuves cyclistes telles que le Tour de France ou encore le Critérium du Dauphiné. Cette ascension ne peut se faire que via la route départementale 213 qui débute à la route route départementale 1091 au niveau du barrage du Chambon dans la vallée de la Romanche au nord et arrive au col par son ubac après 9,8 kilomètres de montée pour un dénivelé de 608 mètres et des pentes moyennes de 6,2 % qui atteignent 10,7 % au maximum. Une variante consiste à emprunter la route départementale 220 qui part elle aussi de la route départementale 1091 dans les gorges de l'Infernet mais passe par le hameau de Bons et rejoint la route départementale 213 juste en amont du village de Mont-de-Lans ; cet itinéraire est cependant bien plus long en kilométrage et en dénivelé que l'itinéraire classique. Faute de la présence d'une route sur son adret, le col ne peut être gravi à vélo depuis le village de Venosc dans la vallée du Vénéon au sud.
La station de sports d'hiver et d'été des Deux Alpes s'étant développée au col, celui-ci est fortement urbanisé et ses versants sont couverts de nombreuses remontées mécaniques et de pistes de ski. Outre des logements, résidences, hôtels, commerces et autres restaurants se trouvent au col un golf, un centre aquatique, une patinoire, une base nautique, des terrains de sport, la mairie, une gendarmerie, un musée, deux écoles, deux chapelles, une station d'épuration ou encore deux héliports, faisant de la station un véritable centre urbain accueillant plus de 20 000 personnes en haute saison touristique.